# Lopezia trichota
Lopezia trichota là một loài thực vật có hoa trong họ Anh thảo chiều. Loài này được Schltdl. mô tả khoa học đầu tiên năm 1838.